# Нью-Сквер (Нью-Йорк)
Нью-Сквер (англ. New Square) — селище (англ. village) в США, в окрузі Рокленд штату Нью-Йорк. Населення — 9679 осіб (2020).

## Історія
Назване на честь українського містечка Сквира, звідки була родом єврейська група переселенців-засновників.
Спочатку називалося New Skvir, але через помилку друкаря отримала сучасну англо-подібну назву New Square.
Нью-Сквер було засновано у 1954 році, коли Zemach David Corporation, представляючи інтереси Grand Rabbi Yakov Yosef Twersky, купила 130 акрів ферми поблизу Спрінг-Веллі (Нью-Йорк), в місті Рамапо.

## Географія
Нью-Сквер розташований за координатами 41°8′27″ пн. ш. 74°1′45″ зх. д. / 41.14083° пн. ш. 74.02917° зх. д. (41.140829, -74.029262).  За даними Бюро перепису населення США в 2010 році селище мало площу 0,92 км², уся площа — суходіл.

## Демографія
Згідно з переписом 2010 року, у селищі мешкали 6944 особи в 1252 домогосподарствах у складі 1192 родин. Густота населення становила 7525 осіб/км².  Було 1283 помешкання (1390/км²).
Расовий склад населення:
| - 99,2 % — білих - 0,1 % — чорних або афроамериканців - 0,1 % — азіатів |

До двох чи більше рас належало 0,5 %. Частка іспаномовних становила 0,4 % від усіх жителів.
За віковим діапазоном населення розподілялося таким чином: 60,6 % — особи молодші 18 років, 37,8 % — особи у віці 18—64 років, 1,6 % — особи у віці 65 років та старші. Медіана віку мешканця становила 13,6 року. На 100 осіб жіночої статі у селищі припадало 107,5 чоловіків;  на 100 жінок у віці від 18 років та старших — 101,8 чоловіків також старших 18 років.
Середній дохід на одне домашнє господарство  становив 32 432 долари США (медіана — 22 470), а середній дохід на одну сім'ю — 32 461 долар (медіана — 22 544). Медіана доходів становила 28 516 доларів для чоловіків та 32 644 долари для жінок. За межею бідності перебувало 70,5 % осіб, у тому числі 73,6 % дітей у віці до 18 років та 31,7 % осіб у віці 65 років та старших.
Цивільне працевлаштоване населення становило 1697 осіб. Основні галузі зайнятості: освіта, охорона здоров'я та соціальна допомога — 48,3 %, роздрібна торгівля — 12,3 %, науковці, спеціалісти, менеджери — 6,8 %, будівництво — 6,4 %.